# Merl (Meckenheim)

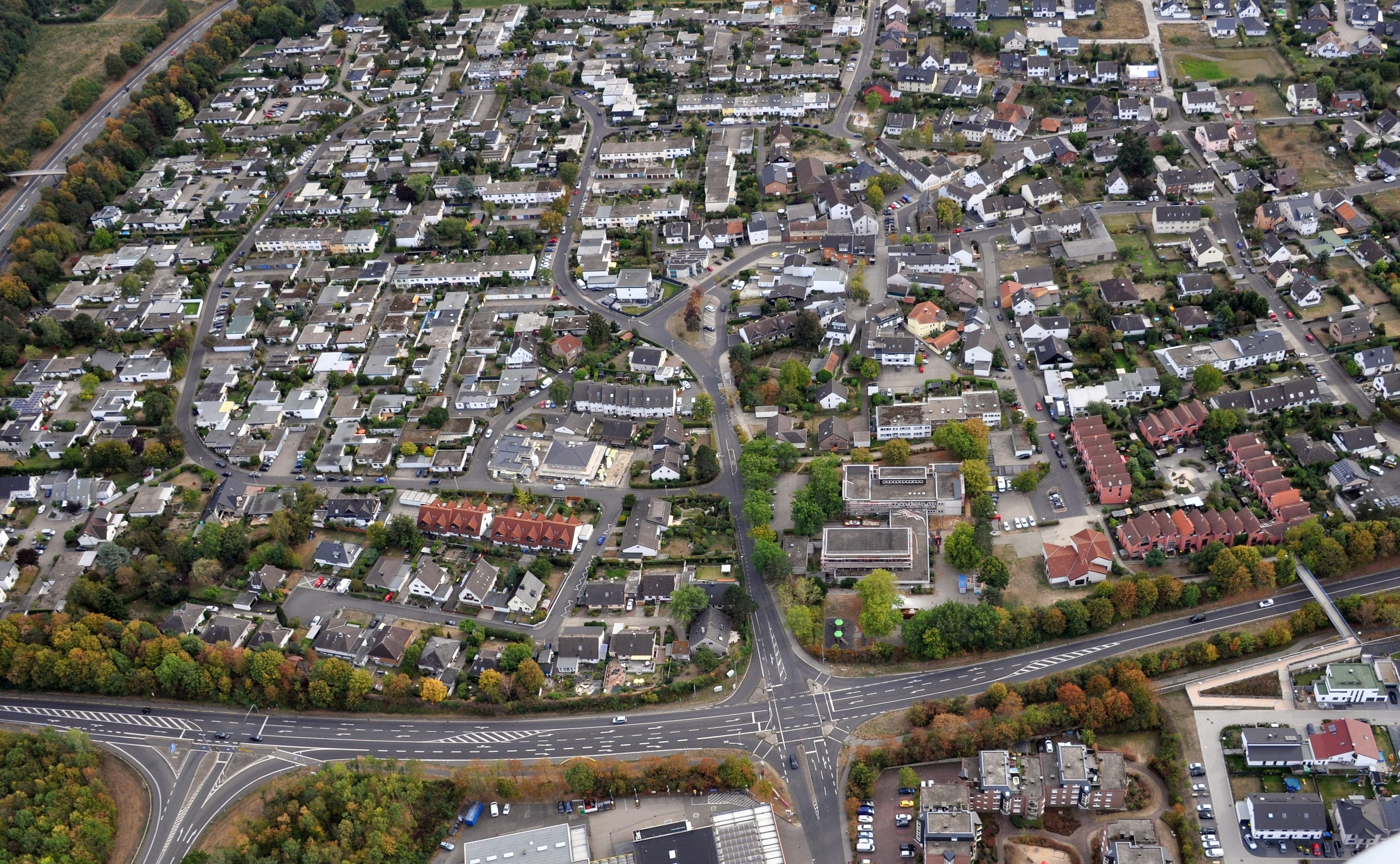
Luftaufnahme Merl-Ortskern – Blick von der Gudenauer Allee Richtung „Merler Dom“, Dorfplatz

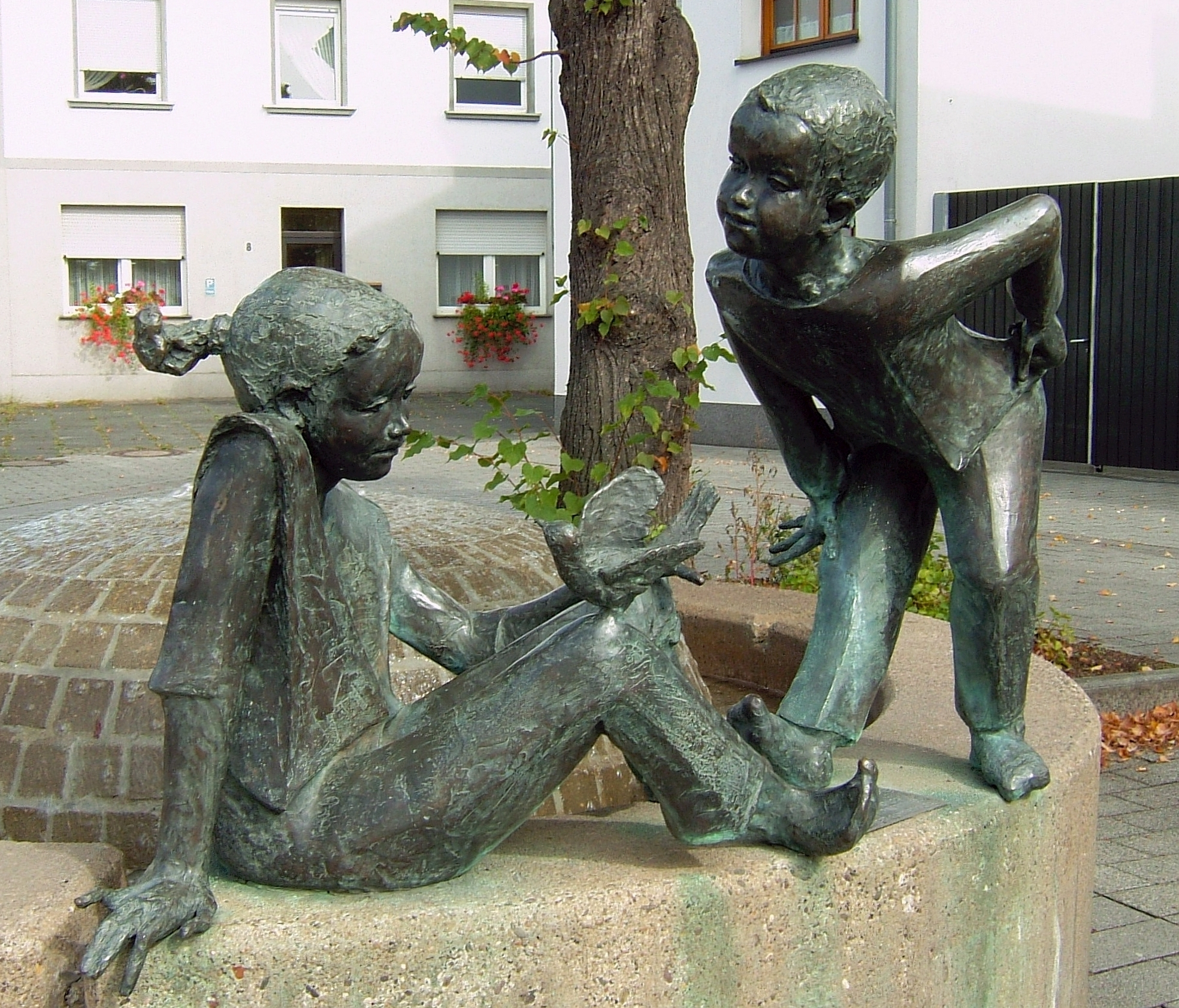
Merl – Dorfbrunnen

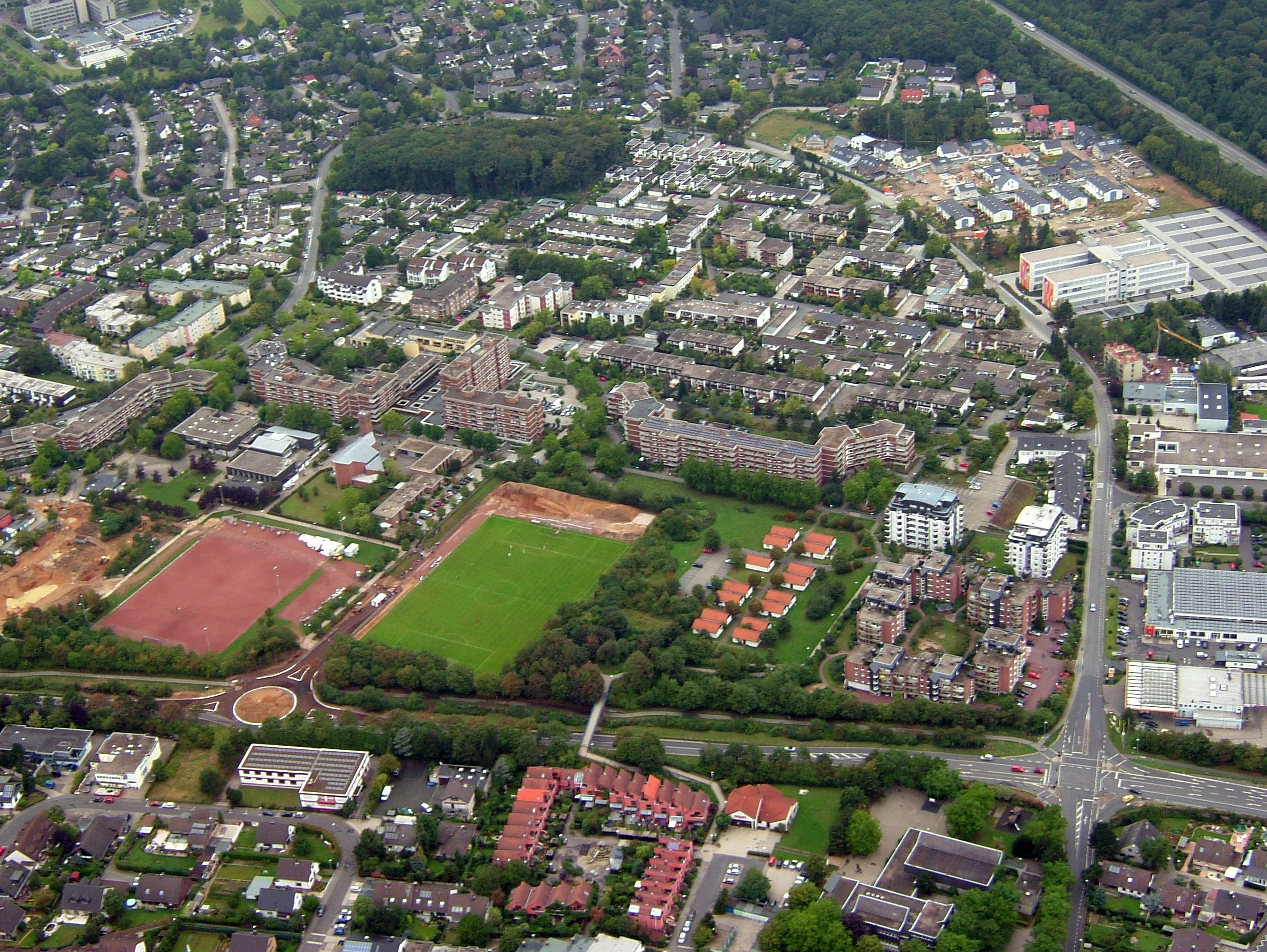
Luftaufnahme Merl / Steinbüchel vor Bebauung der Sportflächen, August 2011

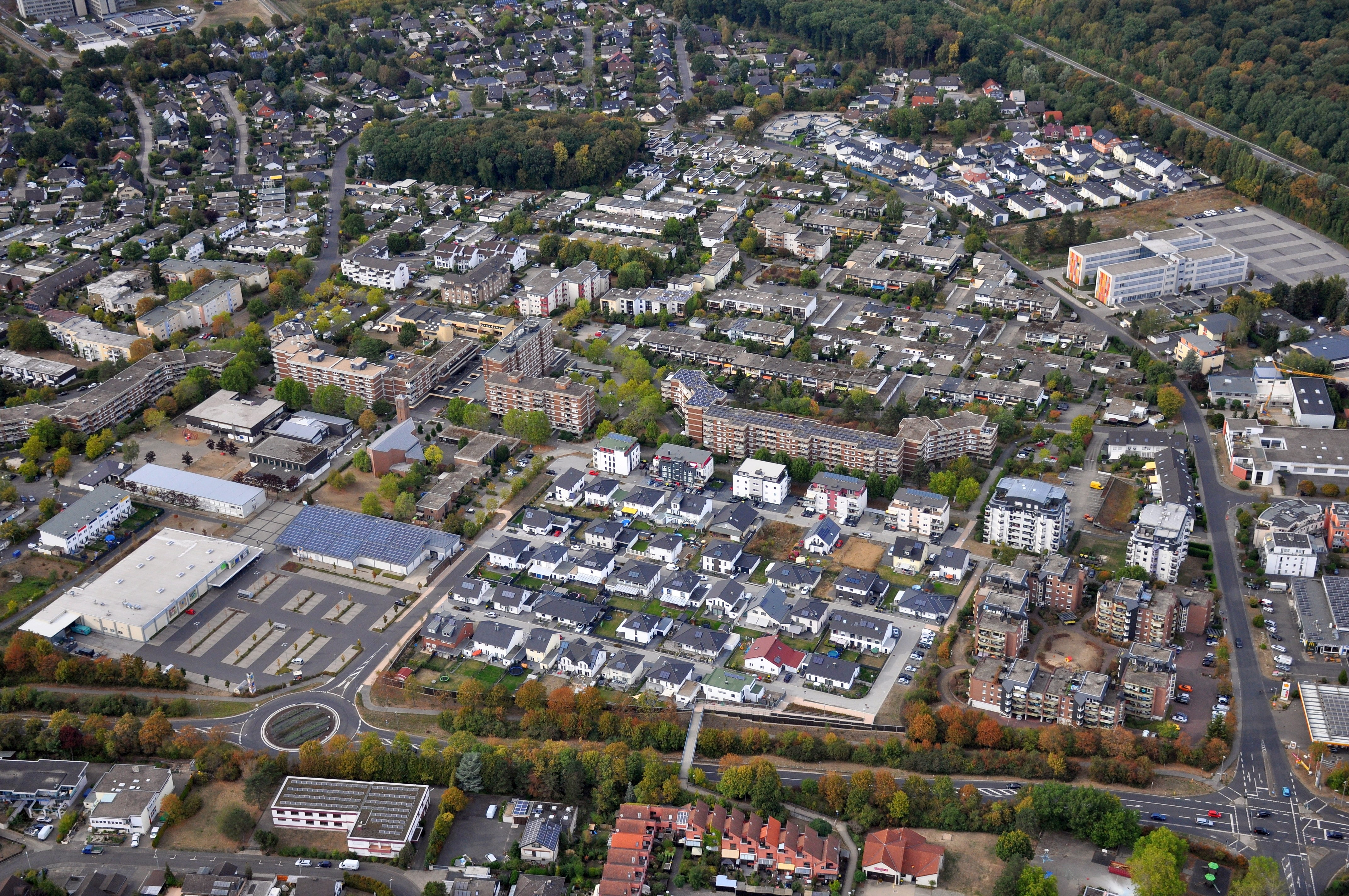
Luftaufnahme Merl / Steinbüchel nach Bebauung der Sportflächen, September 2018

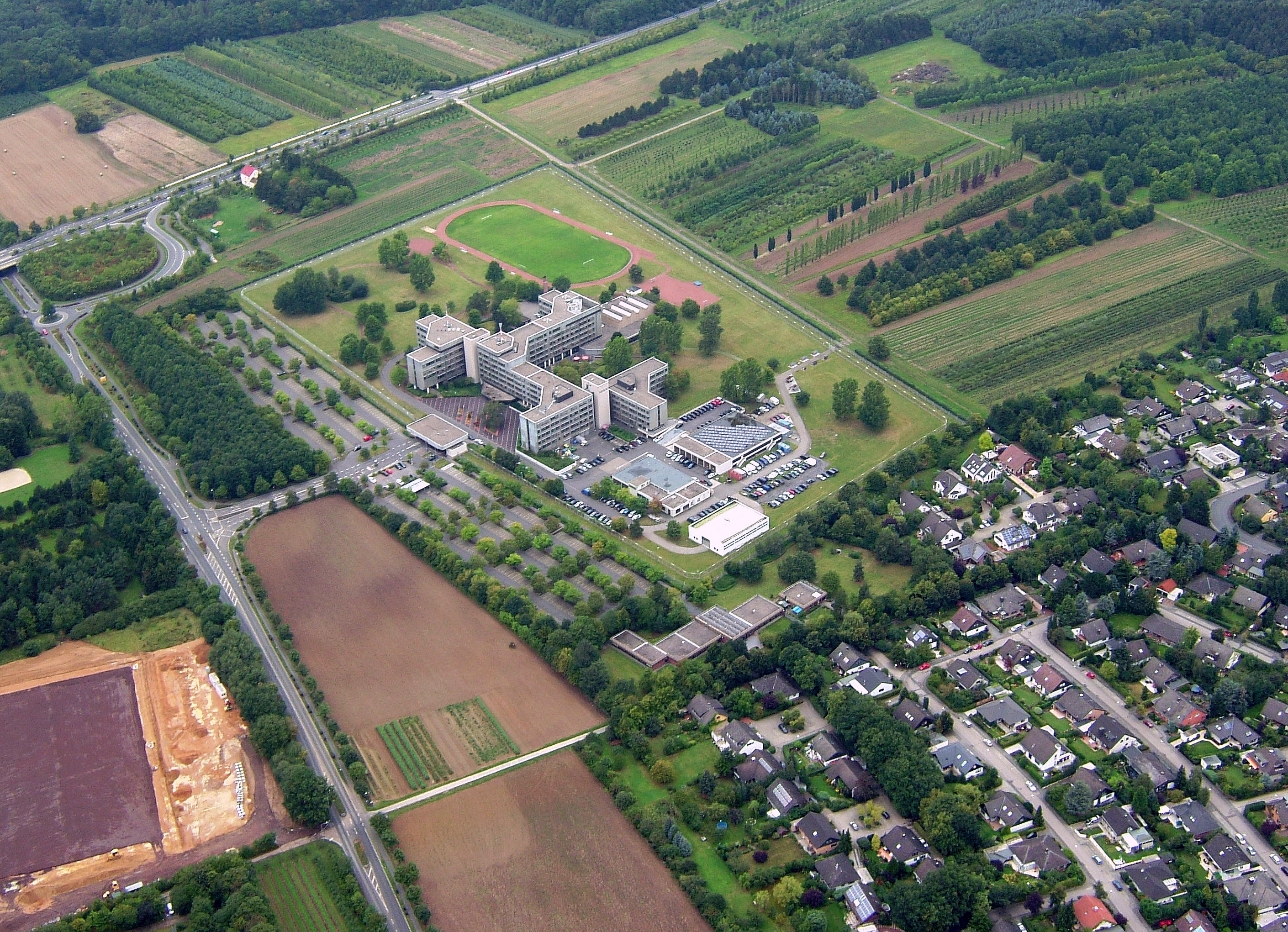
Luftaufnahme Merl – BKA und Bau der Alfred-Engel-Sportanlage, August 2011

Merl ist der östlichste Ortsteil der Stadt Meckenheim im nordrhein-westfälischen Rhein-Sieg-Kreis. Bis zur Gebietsreform 1969 war Merl eine eigenständige Gemeinde. Der Ortsteil hat ca. 5200 Einwohner.

## Geschichte
Erstmals urkundlich erwähnt wurde der Ort 1199 als Merlo. Zu dieser Zeit besaß das Bonner Stift St. Cassius hier einen Hof, um den sich im Laufe der Jahrhunderte Menschen ansiedelten, so dass mit der Zeit ein Dorf entstand. Dieser historische Dorfkern befindet sich nördlich der heutigen Michaelskapelle, die im Volksmund „Merler Dom“ genannt wird.
Am 1. August 1969 wurde Merl im Zuge der kommunalen Neugliederung des Raumes Bonn nach Meckenheim eingemeindet. Bereits Anfang der 1960er-Jahre begannen die Planungen für die Errichtung einer „neuen Stadt“ Meckenheim-Merl, die eine Schlüsselfunktion bei der Bewältigung des Siedlungsdrucks in der damaligen Hauptstadtregion Bonn einnehmen sollte. Dazu wurde eine städtebauliche Entwicklungsmaßnahme eingeleitet, die im Wesentlichen bis Mitte der 1980er-Jahre umgesetzt wurde. Dabei entstanden neben zahlreichen Einfamilienhäusern und mehrstöckigen Wohnkomplexen unter anderem ein Büro- und Geschäftszentrum („Neuer Markt“), ein Schulzentrum (1975–1978) und ein Hallenbad (1977–1981). Als Erschließungsachse zwischen dem Neuen Markt und dem Ortskern von Merl dient eine rund 25 Meter breite Platanenallee (Pflanzung 1976).
2001 hat die Meckenheimer Bildhauerin Beate Meffert-Schmengler die Brunnen-Kinder mit Amsel in Bronze für den Brunnen auf dem Merler Dorfplatz geschaffen. Ein Mädchen sitzt mit angewinkelten Beinen und ein Junge steht ihm stark zugeneigt gegenüber, denn er beobachtet die Amsel, die sich auf einem Knie des Mädchens niedergelassen hat. Die Amsel ist eine Anspielung auf den Namen Merl(e) = rheinisch und französisch für ‚Amsel‘.

## Infrastruktur

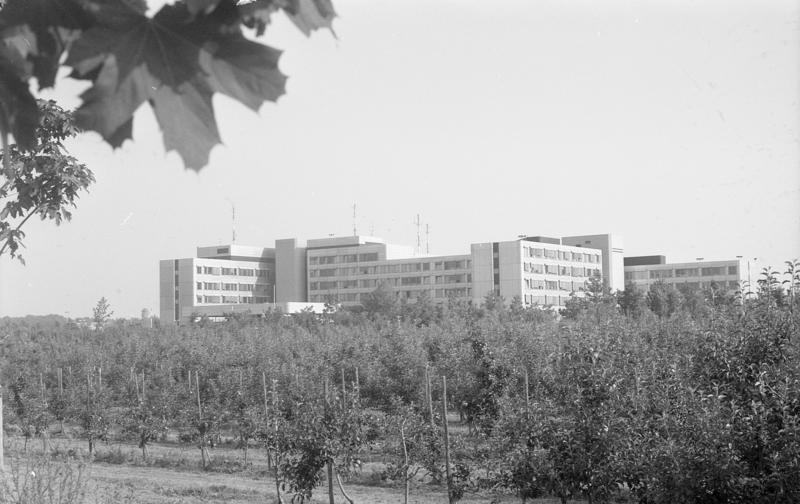
BKA-Standort Meckenheim

Im Osten grenzt der Ort unmittelbar an die Bundesautobahn 565, die eine eigene Ausfahrt Meckenheim-Merl besitzt; im Südosten liegt die Bundesautobahn 61. Ein in diese Richtung gelegenes landwirtschaftlich genutztes Gebiet namens Merler Keil wird nach langjährigen Diskussionen in Bevölkerung und politischen Gremien seit Ende 2005 in ein Wohngebiet umgewandelt.
Merl hat ein katholisches (St. Michael) und ein evangelisches (Die Arche) Kirchenzentrum, eine katholische Grundschule und eine Gemeinschaftsgrundschule, jedoch nach Auflösung der DRK-Bundesschule (Abriss des Gebäudes im Jahr 2007) keine weiterführenden Bildungsanstalten. Zum Ortsbild von Alt-Merl gehört die 1900 geweihte Michaelskapelle.
In Merl hat das Bundeskriminalamt neben Wiesbaden (Zentrale) und Berlin einen seiner Dienstsitze. Im Jahr 2005 wollte der damalige Innenminister Otto Schily den Dienstsitz Meckenheim aufheben. Nach mehreren Demonstrationen konnte der Standort erhalten bleiben.
Am 1. Februar 2004 wurde das Behandlungszentrum Meckenheim, eine Außenstelle der LVR-Klinik Bonn, eröffnet. Es besteht aus einer Ambulanz mit einer Kapazität von 450 „Scheinen“ pro Jahr, einer Tagesklinik mit 18 Behandlungsplätzen und einer offenen Behandlungsstation mit 18 Betten. Behandelt werden Patienten mit psychotischen Störungen, Depressionen und Manien, Angst-, Zwangs-, Persönlichkeits- und Essstörungen. Auch Menschen mit Abhängigkeitserkrankungen oder einer leichten bis mittelschweren Demenz finden hier Versorgung.
Seit dem 15. Oktober 2007 befindet sich die Unternehmenszentrale der BWI Informationstechnik in Merl auf dem Gelände der ehemaligen DRK-Bundesschule.
Der ortsansässige Sportverein ist Rot-Weiß Merl. Neben Fußball und Handball bietet der Verein in der Rubrik Breitensport auch „Le Parkour“ und Rückengymnastik an. Die über viele Jahre genutzte Sportanlage auf dem Steinbüchel – zwischen Gudenauer Allee und Zypressenweg – musste aufgegeben und verlegt werden (Der Tennenplatz war 1971 und der Naturrasenplatz 1976 angelegt worden).
Die Verlegung der Sportanlage wurde notwendig durch die Ansiedlung einer bis dahin fehlenden großzügig dimensionierten Nahversorgung und durch die Errichtung weiterer Wohnhäuser samt Verkehrsinfrastruktur (Verkehrskreisel, Erschließungsstraßen, Parkflächen). Die neue „Alfred-Engel-Sportanlage“, jetzt mit Kunstrasen und Vereinsheim, befindet sich seit 2012 gegenüber dem Bundeskriminalamt an der Gerhard-Boeden-Straße. Dorthin wurde auch der Bouleplatz (Boulodrome) verlegt, den die Stadt 1992 neben dem alten Tennenplatz auf dem Steinbüchel angelegt hatte. Er wird genutzt vom 1. Boule-Pétanque-Club Meckenheim e. V.